# تلمبه محمدرضا میرزاده
تلمبه محمدرضا میرزاده روستایی در دهستان گلستان بخش گلستان شهرستان سیرجان استان کرمان ایران است.

## جمعیت
بر پایه سرشماری عمومی نفوس و مسکن در سال ۱۳۹۵ جمعیت این مکان ۱۵ نفر (۴خانوار) بوده‌است.